# Rivière aux Saumons (Rivière Massawippi)
Der Rivière aux Saumons (französisch für „Lachs-Fluss“) ist ein rechter Nebenfluss des Rivière Massawippi in der Verwaltungsregion Estrie der kanadischen Provinz Québec. Der Fluss trug früher die Bezeichnung "Rivière Ascot".

## Flusslauf
Der Rivière aux Saumons hat seinen Ursprung im Lac Lindsay – etwa 10 km von der Staatsgrenze zu den USA entfernt. Er fließt in überwiegend nordwestlicher Richtung durch die MRC Coaticook. Dabei passiert er den Ort Martinville. Bei Milby mündet der Rivière Moe linksseitig in den Fluss. Am Unterlauf des Flusses liegen die Orte Huntingville und Lennoxville, die 2002 in die Stadt Sherbrooke (gleichzeitig ein Äquivalent zu einer MRC) eingemeindet wurden. 2 km südlich vom Zentrum von Lennoxville trifft der Rivière aux Saumons auf den Rivière Massawippi.
Die Flusslänge beträgt 45 km.

## Wasserkraftanlagen
In Huntingville betreibt Boralex am Rivière aux Saumons ein Kleinwasserkraftwerk (⊙) mit einer Leistung von 500 kW.